# Sender Würzburg-Stadt
Der Sender Würzburg-Stadt ist eine Sendeanlage der Deutschen Funkturm, die ehemals als Füllsender für Fernsehen diente und heute noch für Mobilfunk verwendet wird. Er befindet sich in einem Waldstück in der Nähe des Bismarckturms in Würzburg, nördlich des Würzburger Hauptbahnhofs auf einer Anhöhe über der Innenstadt gelegen. Als Antennenträger kommt ein freistehender Rohrmast zum Einsatz.
Die Sendeanlage war nötig, da einige Stadtteile Würzburgs, unter anderem die Innenstadt sowie der Stadtteil Heidingsfeld, im Funkschatten der Frankenwarte lagen und dadurch ihr Fernsehsignal nicht von diesem Standort beziehen konnten. Die Ausstrahlung der analogen Fernsehsender wurde mit der Inbetriebnahme von DVB-T im Raum Würzburg am 29. Mai 2006 eingestellt.

## Analoges Fernsehen (PAL)
Von diesem Standort wurden früher die folgenden Programme ausgestrahlt:
| Kanal | Frequenz (MHz) | Programm                        | ERP (kW) | Sendediagramm rund (ND)/ gerichtet (D) | Polarisation horizontal (H)/ vertikal (V) |
| ----- | -------------- | ------------------------------- | -------- | -------------------------------------- | ----------------------------------------- |
| 21    | 471,25         | Sat.1 (Bayern)                  | 0,06     | D                                      | H                                         |
| 31    | 551,25         | ZDF                             | 0,12     | D                                      | H                                         |
| 43    | 647,25         | Bayerisches Fernsehen (Franken) | 0,12     | D                                      | H                                         |
| 56    | 751,25         | Tele 5                          | 0,06     | D                                      | H                                         |
| 57    | 759,25         | RTL Television (Würzburg)       | 0,06     | D                                      | H                                         |